# Барафранка
Барафра̀нка (на италиански: Barrafranca) е град и община в южна Италия, провинция Ена, в автономен регион и остров Сицилия. Разположен е на 450 надморска височина. Населението на града е 13 053 души (към 30 декември 2010 г.).
Забележителностите включват катедралата на Барафранка (от 18 век, в късен сицилиански бароков стил) с картина, приписвана на Филипо Паладино, и бенедиктинския манастир, друг пример за късна барокова архитектура. Църквата „Санта Мария дел'Итрия“ притежава картина „Благовещение“, нарисувана от Матия Прети. Накрая, църквата „Мария Сантисима делла Стела“ също има вътрешни произведения на изкуството. 